# Finse Burgeroorlog
De Finse Burgeroorlog was een burgeroorlog in Finland, die duurde van 27 januari tot 15 mei 1918. De partijen waren de socialistische Finnen (de Rode Garde) en de conservatieve Finnen (de Witte Garde). De Roden kregen steun van het bolsjewistische Rusland, terwijl de Witten steun ontvingen van het Duitse Keizerrijk en Zweedse vrijwilligers.

## Voorgeschiedenis
Door de Russische Revolutie kwam het Keizerrijk Rusland ten val. Daarna volgde een stroom aan verklaringen van onafhankelijkheid van buitengebieden van het Keizerrijk, zo ook van het Grootvorstendom Finland. Helsinki werd de hoofdstad van een nieuwe republiek. Er waren onderling echter spanningen over hoe de nieuwe staat geregeerd moest worden. Finse communisten wilden een nauwe samenwerking met het Rode Leger, terwijl de liberalen juist een eigen onafhankelijke koers dachten te gaan varen. De twisten hierover resulteerden in een burgeroorlog. Omdat het land geen officiële politie of leger meer kende, begonnen de opponenten met het creëren van hun eigen veiligheidstroepen. Toen in januari 1918 de senaat van Finland de witte troepen als officiële krijgsmacht erkende, brak onrust uit. 

## Verloop
De spanningen tussen Witten en Roden maakten dat de pro-Witte regering de Witte Garde mobiliseerde. De Roden reageerden hierop met het uitroepen van een eigen staat: de Finse Socialistische Arbeidersrepubliek. Weldra hadden de Roden, met Russische hulp, het economisch belangrijke zuiden van het land in handen. De Rode Garde wist in de loop van maart een deel van de Karelische Landengte te bezetten, terwijl ze ook in het noorden oprukten. De Witten wisten echter met Duitse hulp de Rode opmars te stuiten en gingen met succes over tot het beleg van de stad Tampere. Een tweede veldslag bij Rautu werd ook een overwinning voor de Witten. Nadat een Duitse divisie in Helsinki aangekomen was, capituleerden de Rode eenheden en eindigde de burgeroorlog. Finland raakte politiek in Duitse invloedssfeer.

## Rode en Witte terreur
Beide kanten terroriseerden gedurende de burgeroorlog de tegenstander. Het begon met een executie van 17 Witte soldaten op 31 januari. Als reactie hierop executeerden de Witten 90 Rode soldaten. Dit leidde tot een kettingreactie van bloedbaden en terreur. Beide kanten vormden doodseskaders. In totaal werden tussen de 1.450 en 1.650 Witten vermoord als gevolg van 'Rode Terreur', en tussen de 7.000 en 10.000 Roden door 'Witte Terreur'.